# Palmar de Varela
Palmar de Varela è un comune della Colombia facente parte del dipartimento dell'Atlantico.
Il centro abitato venne fondato da Catalino Varela nel 1806, mentre l'istituzione del comune è del 1857.